# Cantón de Saint-Georges-en-Couzan
El cantón de Saint-Georges-en-Couzan era una división administrativa francesa, que estaba situada en el departamento de Loira y la región de Ródano-Alpes.

## Composición
El cantón estaba formado por nueve comunas:
- Chalmazel
- Châtelneuf
- Jeansagnière
- Palogneux
- Sail-sous-Couzan
- Saint-Bonnet-le-Courreau
- Saint-Georges-en-Couzan
- Saint-Just-en-Bas
- Sauvain

## Supresión del cantón de Saint-Georges-en-Couzan
En aplicación del Decreto n.º 2014-260 de 26 de febrero de 2014, el cantón de Saint-Georges-en-Couzan fue suprimido el 22 de marzo de 2015 y sus 9 comunas pasaron a formar parte del nuevo cantón de Boën-sur-Lignon.